# Femke Van den Driessche
Pour les articles homonymes, voir Van den Driessche et Driessche.
Femke Van den Driessche, née le 27 août 1996 à Asse, est une coureuse cycliste belge. Spécialiste du cyclo-cross, elle pratique également le cyclisme sur route et le VTT.
En tant que junior, elle est devenue championne de Belgique de cyclo-cross en 2011 et championne de Belgique de VTT en 2013.  
Elle est la première cycliste, tous genres confondus, à être officiellement condamnée pour « dopage mécanique ».

## Biographie
Femke Van den Driessche naît le 27 août 1996 à Asse en Belgique.
En 2011, elle remporte le titre de championne de Belgique de cyclo-cross juniors. Membre de l'équipe Lotto Belisol Ladies à partir de 2012, elle gagne le titre de championne de Belgique de cross-country junior en 2013. Elle effectue sa saison 2014 au DJ-Matic Kortrijk. Elle entre dans l'équipe Kleur Op Maat-Corpellets-Sortimo en 2015 et devient championne d'Europe de cyclo-cross espoirs le 7 novembre à Huijbergen aux Pays-Bas. Le 10 janvier 2016, elle devient championne de Belgique de cyclo-cross espoirs mais ce titre lui est retiré en 2016 par l'Union cycliste internationale (UCI) à la suite de sa condamnation pour dopage technologique.

## Dopage mécanique
Le 30 janvier, alors qu'elle participe aux championnats du monde de cyclo-cross qui se déroulent sur le circuit de Zolder, en Belgique, l'UCI déclare avoir conservé pour de plus amples examens un des vélos d'une concurrente, dans le cadre de son règlement sur la fraude technologique. Le vélo de Femke Van den Driessche, qui a abandonné la course sur incident mécanique lors du dernier tour, est conservé pour enquête, et un moteur électrique est découvert dans celui-ci,. Le lendemain, la coureuse déclare « Le vélo n'est pas à moi, je n'aurais jamais triché », puis indique que ce vélo lui avait appartenu puis qu'il avait été revendu à un de ses amis avec qui elle s'entraîne régulièrement, « cet ami a reconnu le parcours [des Championnats du Monde] avec le vélo et il l'a déposé parmi ceux avec lesquels je roule. Un des mécaniciens, pensant qu'il s'agissait d'un de mes vélos, l'a nettoyé et l'a emporté [jusqu'au stand] ». Femke Van den Driessche risque au minimum six mois de suspension et une amende pouvant varier de 18 000 à 180 000 €, mais l'UCI souhaite que la cycliste belge soit suspendue à vie pour marquer un signe fort dans la lutte contre la fraude technologique. Le 14 mars, elle annonce qu'elle a décidé d'arrêter le vélo et renonce à se défendre devant l'UCI contre les accusations de dopage mécanique dont elle fait l'objet.
Le 26 avril 2016, elle est finalement condamnée par l'UCI et suspendue six ans à compter du 11 octobre 2015 inclus ainsi qu'à payer une amende de 18 000 € et est déchue de ses titres de championne d'Europe des moins de 23 ans et de championne de Belgique espoirs,,.

## Palmarès

### Palmarès en cyclo-cross
- 2010-2011
  -  Championne de Belgique de cyclo-cross juniors
- 2012-2013
  - 2e du championnat de Belgique de cyclo-cross juniors

### Palmarès en VTT
- 2013
  -  Championne de Belgique de cross-country juniors